# Carex olivacea
Carex olivacea är en halvgräsart som beskrevs av Francis M.B. Boott. Carex olivacea ingår i släktet starrar, och familjen halvgräs.

## Underarter
Arten delas in i följande underarter:
- C. o. confertiflora
- C. o. olivacea
- C. o. recurvisaccus